# Agassiziella picalis
Agassiziella picalis là một loài bướm đêm trong họ Crambidae.